# تابع یکنوا

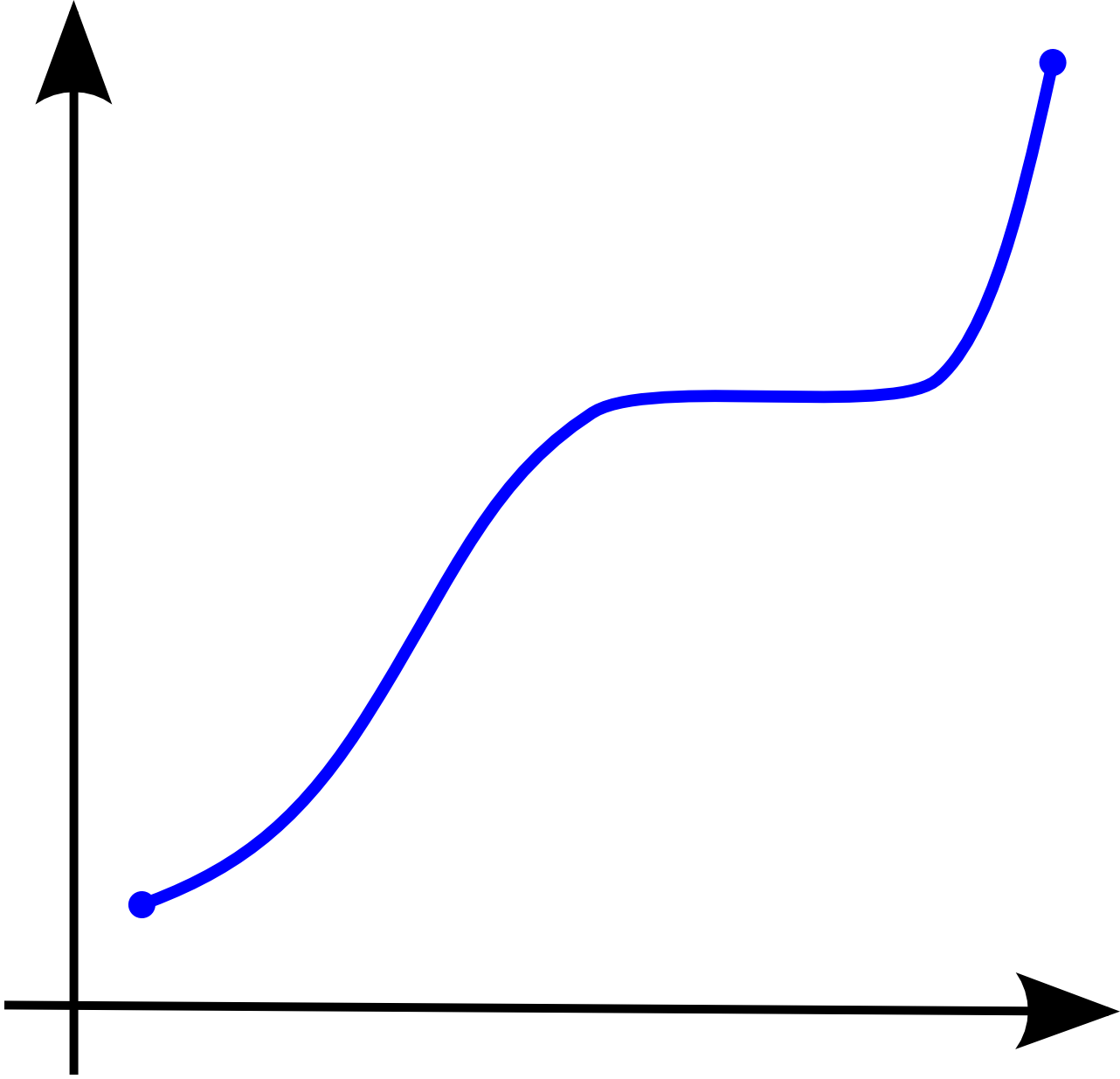
شکل ۱. تابع صعودی یکنوا

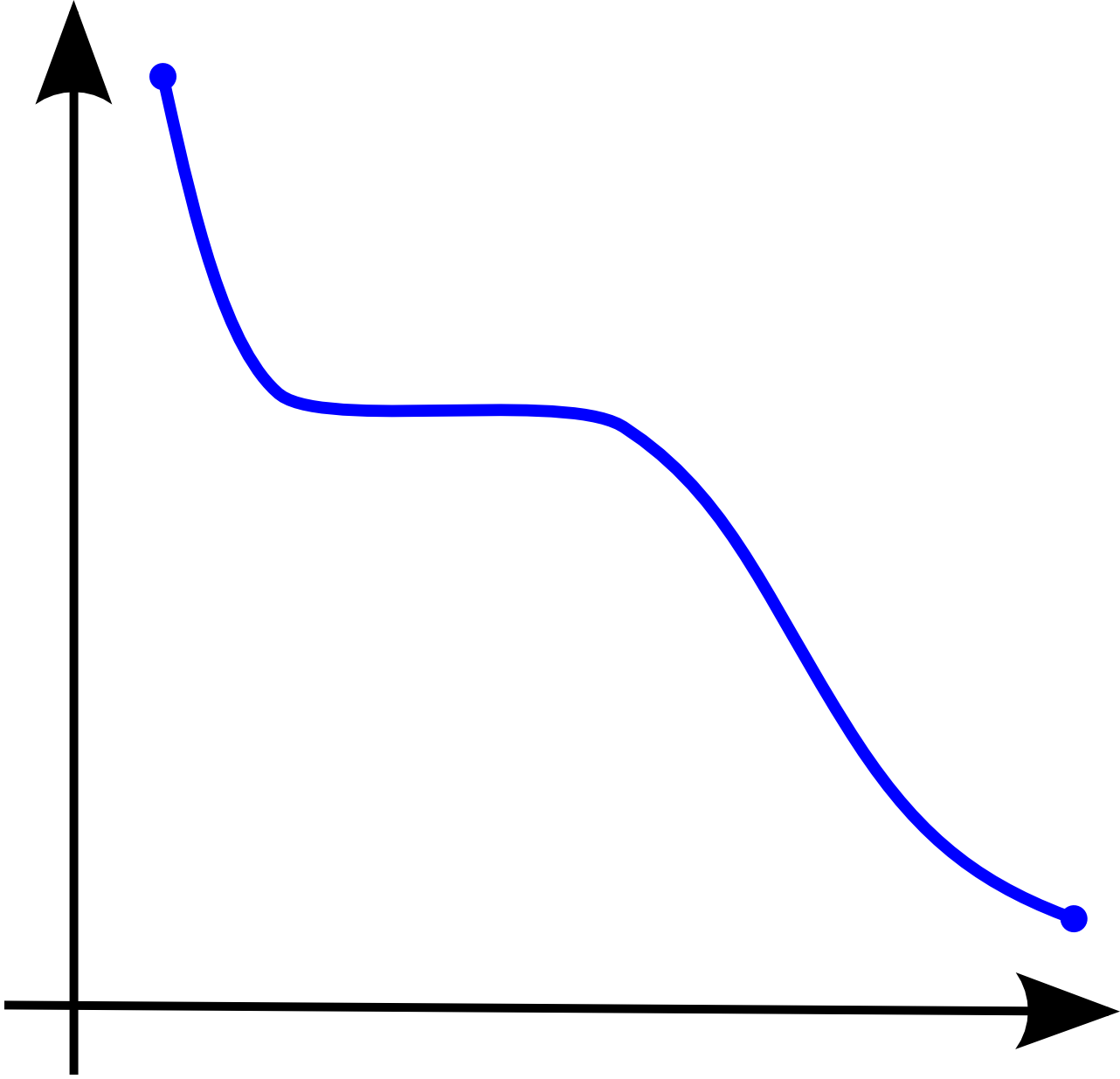
شکل ۲. تابع نزولی یکنوا

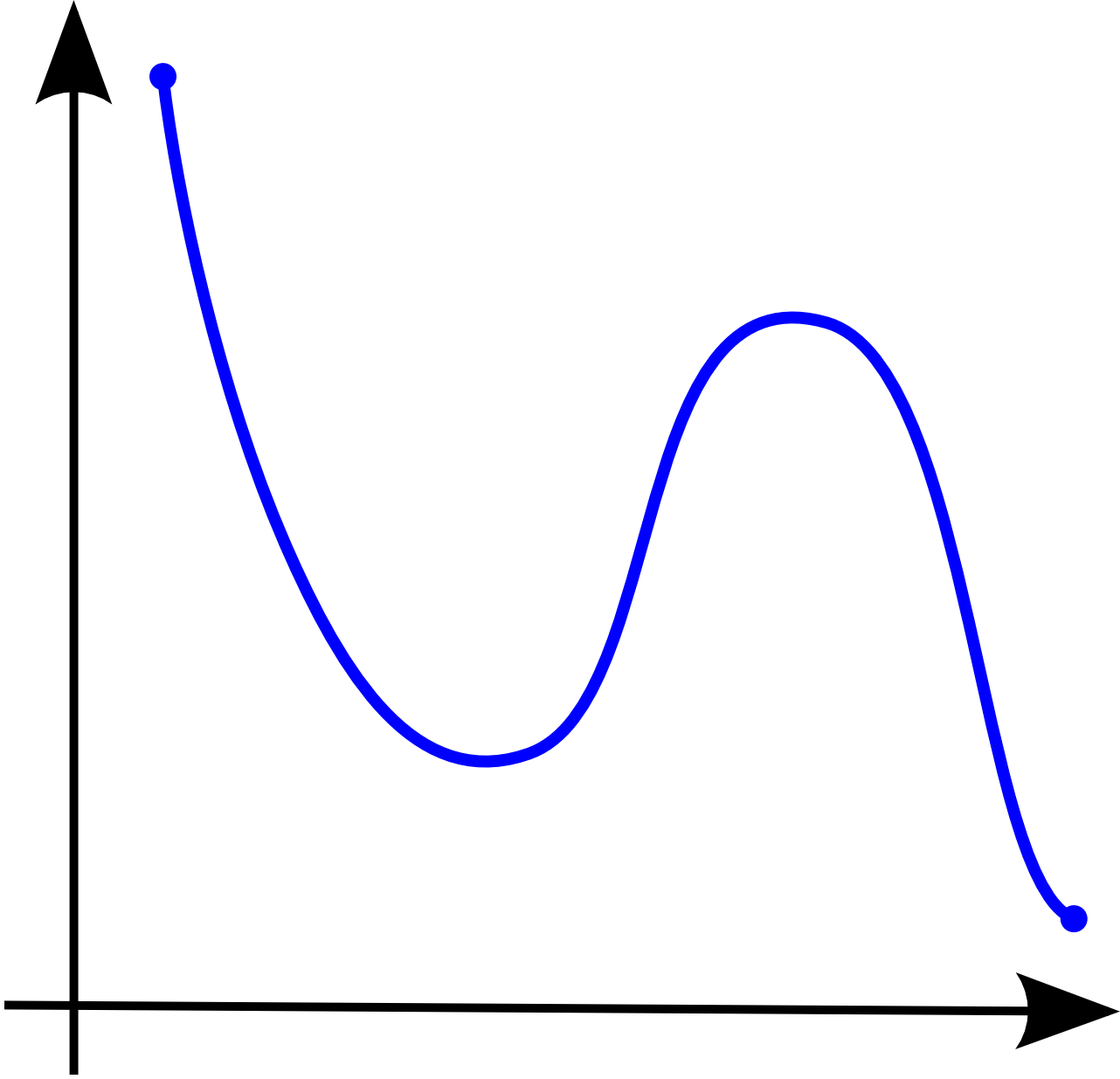
شکل ۳. تابع غیریکنوا

در ریاضیات تابع یکنوا تابعی است بین مجموعه‌های مرتب که یا ترتیب را حفظ می‌کند یا برعکس می‌کند. این مفهوم برای اولین بار در در حساب دیفرانسیل و انتگرال مطرح شد و بعدها به نظریه انتزاعی‌تر نظریه ترتیب تعمیم یافت.

## یکنوایی در حساب دیفرانسیل و انتگرال و آنالیز ریاضی
در حساب دیفرانسیل و انتگرال، تابع {\displaystyle f} روی زیرمجموعه ای از اعداد حقیقی یکنوا گفته می‌شود اگر و تنها اگر کاملاً غیر صعودی یا کاملاً غیرنزولی باشد.
یک تابع یکنوای صعودی است (یا صعودی یا غیر نزولی)، اگر برای همه {\displaystyle x} و {\displaystyle y} که {\displaystyle x\leq y} آنگاه {\displaystyle f\!\left(x\right)\leq f\!\left(y\right)} و بنابراین {\displaystyle f} ترتیب را حفظ می‌کند (نگاه کنید به شکل ۲). به همین ترتیب یک تابع یکنوای نزولی (یا نزولی یا غیرصعودی) است اگر برای {\displaystyle x\leq y} داشته باشیم {\displaystyle f\!\left(x\right)\geq f\!\left(y\right)} که در این صورت تابع ترتیب را معکوس می‌کند (نگاه کنید به شکل ۱)
اگر {\displaystyle \leq } در تعریف یکنوایی با {\displaystyle <} جایگزین شود، آنگاه شرط قوی تری حاصل می‌شود. تابعی با این خاصیت صعودی اکیداً صعودی خوانده می‌شود. همچنین مفهوم اکیداً نزولی نیز وجود دارد. توابع اکیداً صعودی یا اکیداً نزولی یک به یک نیز هستند.

### برخی از کاربردها و نتایج پایه
خواص زیر برای تابع یکنوا {\displaystyle f\colon \mathbb {R} \to \mathbb {R} } برقرار هستند:
- {\displaystyle f} دارای حد راست و چپ است.
- {\displaystyle f}در مثبت بینهایت و منفی بینهایت ( {\displaystyle \pm \infty } ) دارای حد است که این حد یا یک عدد حقیقی است یا {\displaystyle \infty } یا {\displaystyle \left(-\infty \right)}
- {\displaystyle f} تنها می‌تواند پرش ناپیوستگی داشته باشد.
- {\displaystyle f} تنها می‌تواند تعداد شمارایی ناپیوستگی در دامنه اش داشته باشد.

این خواص دلیل مفید بودن توابع یکنوا در آنالیز ریاضی هستند. دو واقعیت دربارهٔ این توابع عبارتند از:
- اگر {\displaystyle f} یک تابع یکنوا باشد که روی بازه {\displaystyle I} تعریف شده باشد، آنگاه {\displaystyle f} تقریباً در همه جا روی {\displaystyle I} قابل مشتق‌گیری است. به عبارت دیگر برای مجموعه {\displaystyle \left\{x:x\in I\right\}} از اعداد {\displaystyle x} در {\displaystyle I} که {\displaystyle f} در نقطه {\displaystyle x} قابل مشتق‌گیری نباشد، اندازه لبک صفر دارد.
- اگر {\displaystyle f} تابعی یکنوا باشد که روی بازه {\displaystyle \left[a,b\right]} تعریف شده‌است آنگاه {\displaystyle f} انتگرال ریمان دارد.

یک کاربرد مهم تابع یکنوا در نظریه احتمال است. اگر {\displaystyle X} یک متغیر تصادفی باشد، تابع توزیع تجمعی آن {\displaystyle F_{X}\!\left(x\right)={\text{Prob}}\!\left(X\leq x\right)} صعودی یکنواست.

## یادداشت
1. ↑  Clapham, Christopher; Nicholson, James (2014). Oxford Concise Dictionary of Mathematics (5th ed.). Oxford University Press.
2. ↑  Stover, Christopher. "Monotonic Function". Wolfram MathWorld (به انگلیسی). Retrieved 2018-01-29.

## کتابشناسی
- Bartle, Robert G. (1976). The elements of real analysis (second ed.).
- Grätzer, George (1971). Lattice theory: first concepts and distributive lattices. ISBN 0-7167-0442-0.
- Pemberton, Malcolm; Rau, Nicholas (2001). Mathematics for economists: an introductory textbook. Manchester University Press. ISBN 0-7190-3341-1.
- Renardy, Michael & Rogers, Robert C. (2004). An introduction to partial differential equations. Texts in Applied Mathematics 13 (Second ed.). New York: Springer-Verlag. pp. 356. ISBN 0-387-00444-0.
- Riesz, Frigyes & Béla Szőkefalvi-Nagy (1990). Functional Analysis. Courier Dover Publications. ISBN 978-0-486-66289-3.
- Russell, Stuart J.; Norvig, Peter (2010). Artificial Intelligence: A Modern Approach (3rd ed.). Upper Saddle River, New Jersey: Prentice Hall. ISBN 978-0-13-604259-4.
- Simon, Carl P.; Blume, Lawrence (April 1994). Mathematics for Economists (first ed.). ISBN 978-0-393-95733-4. (تعریف ۹٫۳۱)